# Canzoni popolari italiane
Canzoni popolari italiane è un album del 1965 inciso da Maria Monti per Dischi Ricordi (MRP 9019).
Contiene canzoni popolari della Calabria, Romagna, Toscana, Sicilia, Abruzzo, Istria, Lombardia, Piemonte e Roma.

## Tracce
Lato A
1. 'O Ciucciu
2. A Gramadora (Bela Burdela)
3. Che cos'è, cosa non è
4. Maremma
5. Ciuri Ciuri
6. Coraggio ben mio
7. Sant'Antoniu a lu desertu

Lato B
1. Un bicchiere di dalmato
2. Serafin aveva un siffolo
3. A tocchi, a tocchi
4. La monferrina
5. Bel' uselin
6. Com'è belle lu primm' ammore
7. La rosetta

In seguito l'album viene ristampato con una tracklist leggermente differente: i primi due brani vengono rimpiazzati da La Balilla, Se ti viene il mal di pancia e La domenica andando alla messa.